# Protium crenatum
Protium crenatum là một loài thực vật có hoa trong họ Burseraceae. Loài này được Sandwith miêu tả khoa học đầu tiên năm 1933.